# Ethan Gutmann

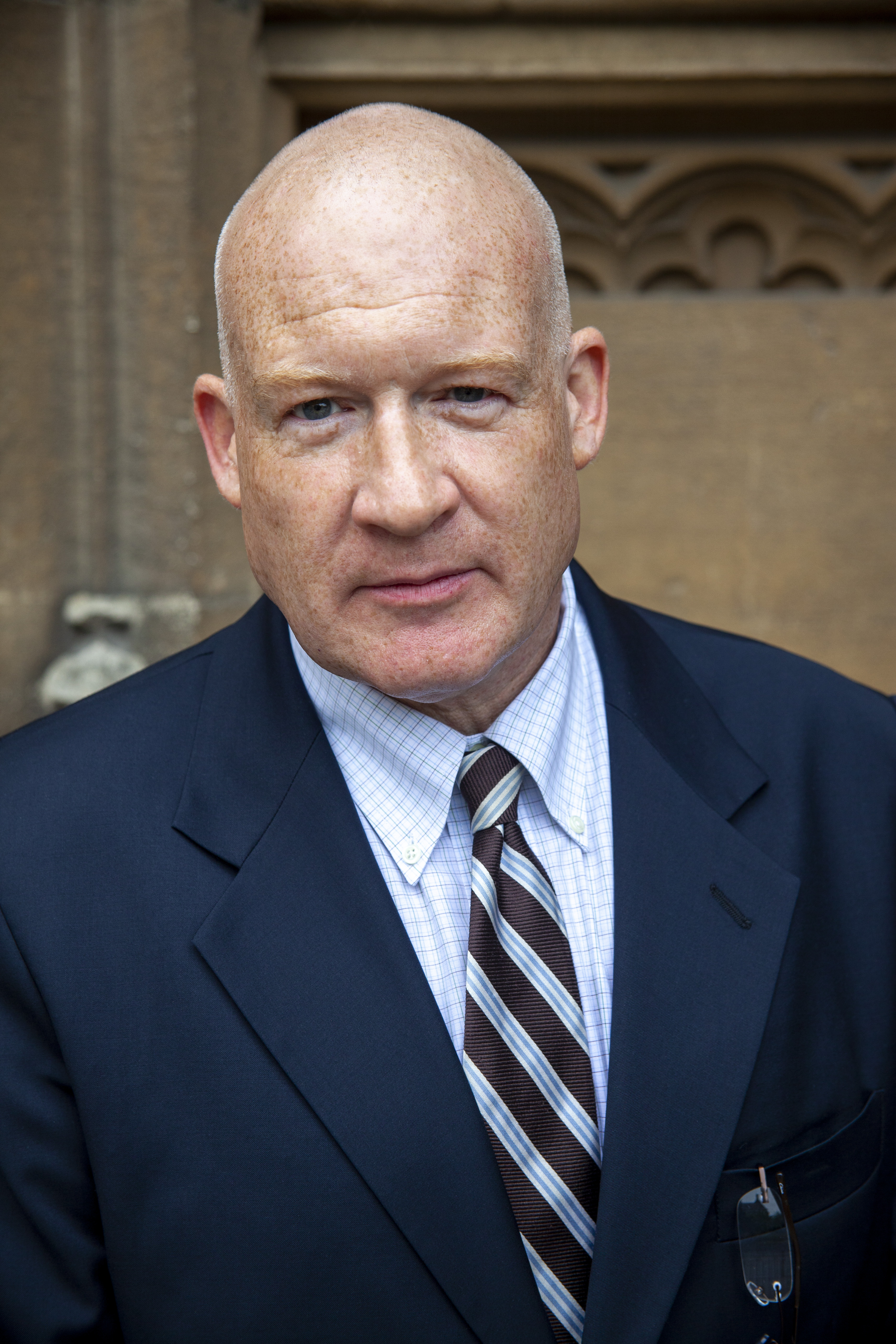
Ethan Gutmann (2010)

Ethan Gutmann (* 13. September 1958) ist ein US-amerikanischer China-Analytiker, Menschenrechtsaktivist, Schriftsteller und Investigativjournalist. Er war Mitarbeiter der Foundation for Defense of Democracies, der Free Congress Research and Education Foundation und Visiting Fellow beim Project for the New American Century. Während seines Chinaaufenthaltes beriet er US-Politiker über das „neue China“.
Gutmanns Abhandlungen über China wurden umfassend publiziert. Seine Beiträge in Online-Publikationen reichen mindestens bis 1999 zurück. Er selbst veröffentlichte zwei Bücher über China. Gutmann lebt mit seiner Frau und seinem Sohn in London.
Vor dem US-Kongress, dem Ausschuss für Auswärtige Angelegenheiten des US-Kongresses, dem Europäischen Parlament, den Vereinten Nationen und weiteren Parlamenten sagte er mehrmals als Zeuge aus.

## Karriere
Gutmann graduierte an der Columbia University in New York mit einem Master’s Degree in International Affairs. In den 1980er Jahren war er als außenpolitischer Analytiker für die Brookings Institution, eine Denkfabrik für Wirtschaft, Außenpolitik und Staatsführung in Washington, D.C., tätig. In den 90er Jahren leitete er als Hauptermittler beim AV Network die Dokumentationsserie „American Investigator“.
1998 ging Gutmann nach Peking und arbeitete 3 Jahre lang für einen chinesischen Fernsehsender für Dokumentarfilme und für ein Beratungsunternehmen für öffentliche Angelegenheiten. Seine Tätigkeit bestand darin, US-Politiker durch sorgfältig ausgewählte Reisetouren mit dem „neuen China“ vertraut zu machen. Dadurch erwarb er selbst Insiderkenntnisse über China. 2001 kehrte Gutmann in die USA zurück.
Ethan Gutmann veröffentlichte umfassende Artikel zu verschiedensten Chinathemen in namhaften Zeitungen wie The Weekly Standard, Investor’s Business Daily, The Asian Wall Street Journal, World Affairs Journal, National Review und andere. Er schrieb unter anderem darüber, wie amerikanische Unternehmen ihre Beziehungen zu Peking aufbauten und pflegten, den Datendiebstahl mittels Computerhacking durch chinesische Geheimdienste, die Situation der Menschenrechte in China sowie die strategische und taktische Entwicklung des chinesischen Militärs.
Gutmanns Recherchen über Chinas Internetüberwachung, Chinas Laogai-System (Arbeitslager), die westlichen Firmen auferlegten chinesischen Sicherheitsbestimmungen sowie die Menschenrechtssituation in China führten zu Anhörungen auf Regierungs- und Geheimdienstebene in Washington, D.C., London und Brüssel.

## Buch „Losing the New China: A Story of American Commerce, Desire and Betrayal“
Im Mai 2004 erschien Gutmanns erstes Buch mit dem Titel „Losing the New China: A Story of American Commerce, Desire and Betrayal“, das einen „sorgfältig dokumentierten Bericht über eine kommerzielle Welt ohne moralische Werte beziehungsweise Grenzen“ beinhaltet. Darin wird ausgeführt, dass amerikanische Unternehmen wie Cisco, Sun Microsystems, Yahoo! und Microsoft chinesischen Behörden hochentwickelte Technologien zur Verfügung stellten, mit denen das chinesische Internet überwacht, gesäubert und schließlich isoliert werden konnte. Dadurch soll das weltgrößte Internetüberwachungssystem entstanden sein. Im Buch wird geschildert, warum und wie US-Unternehmen dabei geholfen haben sollen, die Demokratiebestrebungen in China durch das Streben nach Reichtum und Unterdrückung zu ersetzen.
Der amerikanische Journalist Jay Nordlinger schrieb über Gutmanns Buch, dass „es über die schmutzige Beziehung zwischen der amerikanischen Geschäftswelt und der Kommunistischen Partei Chinas“ berichte. „Unsere Geschäftsleute kommen den Kommunisten entgegen und drücken bei der Verfolgung ein Auge zu. Manchmal unterstützen sie sogar die Verfolgung, beispielsweise als Cisco und andere Technologie-Unternehmen spezielle Methoden zur Überwachung und Verhaftung von Falun-Gong-Anhängern entwickelten.“
Beweise für die Aktivitäten Ciscos wurden in Gutmanns Buch der Öffentlichkeit zugänglich gemacht.

## Gutmanns Erklärung zum Projekt „Goldener Schild“
Vor 1999 nutzten die Falun-Gong-Praktizierenden das Internet noch nicht systematisch als Organisations- und Kommunikationsmittel. Nachdem die Verfolgung von Falun Gong begonnen hatte, waren die Praktizierenden isoliert, verstreut und auf der Suche nach Möglichkeiten, sich zu organisieren und die Verfolgungspolitik der Regierung zu ändern. So gingen sie online, benutzten Code-Wörter, vermieden detaillierte Beschreibungen und kommunizierten in kurzen Sequenzen. Das Büro 610 konnte jedoch ihren exakten Aufenthaltsort bestimmen, da ein Joint Venture zwischen dem Staatssicherheitsbüro der Provinz Shandong und Cisco Systems bestand, wodurch die Such- und Spionagefähigkeiten weiterentwickelt wurden. Das Ergebnis dieser Zusammenarbeit war eine umfangreiche Datenbank mit persönlichen Informationen über Personen, einschließlich der Falun-Gong-Listen des Büros 610 und ein umfassendes Überwachungssystem, das schnell an andere Provinzen weitergegeben wurde. Die chinesischen Behörden nannten es „Projekt Goldener Schild“. Hao Fengjun, ein ehemaliger Mitarbeiter des Büros 610, der das Überwachungssystem täglich nutzte, beschrieb das Projekt „Goldener Schild“ hinsichtlich praktizierender Falun-Gong-Anhänger: „Goldener Schild beinhaltet auch die Fähigkeit, Online-Chatdienste und E-Mails zu überwachen. Es identifiziert IP-Adressen und die komplette vorangegangene Kommunikation einer Person. Dadurch sind Rückschlüsse auf den Personenstandort möglich, denn eine Person wird normalerweise den Computer daheim oder auf der Arbeit nutzen.“ Anschließend erfolgt dann die Verhaftung.
2011 wurden bei US-Bundesgerichtshöfen zwei unabhängige Klagen gegen Cisco Systems eingereicht, in denen das Technologie-Unternehmen beschuldigt wurde, dass seine Technologie der chinesischen Regierung ermöglichte, chinesische Bürger aufgrund ihrer Ansichten und ihres Glaubens zu überwachen, zu ergreifen und zu töten.

## Organhandel in China
Im Jahr 2006 tauchten Beschuldigungen auf, dass eine große Anzahl Falun-Gong-Praktizierender ermordet wurde, um den Bedarf der chinesischen Organtransplantationsindustrie abzudecken. Auf die Beschuldigungen folgte eine Untersuchung durch den ehemaligen kanadischen Staatssekretär und Staatsanwalt David Kilgour PC und den kanadischen Menschenrechtsanwalt David Matas. Im Kilgour-Matas-Untersuchungsbericht wurde veröffentlicht, dass „die Quelle von 41.500 Transplantaten im Sechsjahreszeitraum von 2000–2005 ungeklärt ist“, und beide glaubten, „dass es eine große Zahl von gewaltsamen Organentnahmen an Falun-Gong-Praktizierenden gab und immer noch gibt“.
Gutmann griff dieses Thema auf und führte eigene Recherchen durch, die er seit 2006 in mehreren Artikel veröffentlichte. 2012 erschien in „State Organs: Transplant Abuse in China“ neben Abhandlungen von sechs Medizinern und David Matas auch ein Essay von Gutmann.

## Gutmanns Erläuterung der „Dritten Schiene des Journalismus“
2012 erklärte Gutmann bei einer Anhörung vor dem Ausschuss für Auswärtige Angelegenheiten des US-Repräsentantenhauses zum Thema „Organraub an politischen und religiösen Dissidenten durch die Kommunistische Partei Chinas“, dass es innerhalb der Journalismus-Gemeinschaft ein lange bestehendes Tabu über Falun Gong und den Tatbestand des Organraubs gebe: „Dieses Thema anzufassen ist die ‚Dritte Schiene des Journalismus‘. Wenn Sie dieses Thema anfassen – wenn Sie in Peking sind, wenn Sie in China ansässig sind – erhalten Sie keinen Zugang zur Führungsetage mehr. Ich kann Ihnen dafür ein Beispiel nennen. Ich hatte einen Freund, der für die South China Morning Post schrieb. Er schrieb einen sehr kraftvollen Artikel über den Werdegang von Falun Gong vor der Verfolgung. Die South China Morning Post wurde gesperrt, die Online-Version war in China für sechs Monate gesperrt. Dies geschah zu einer Zeit, als die South China Morning Post verzweifelt versuchte, sich auf dem Markt durchzusetzen. Diese Vorgehensweise ist üblich. Und da sind noch viele weitere Gefahren für Journalisten, die dies zu tun wagen, und ich glaube, diese erstrecken sich über die Grenzen hinaus.“

## Organraub als eine politische Karrieremöglichkeit
2013 erklärte Gutmann auf einem Symposium in Wien, dass Organraub eine politische Karrieremöglichkeit im kommunistischen China sei. In seinen Ausführungen zeigte er die Beziehungen zwischen den Organraub ausführenden Krankenhäusern und der chinesischen Politik auf und konnte dabei Befehlsketten bis zu Bo Xilai, einem ehemaligen Spitzenpolitiker Chinas, darlegen. Den in den westlichen Medien veröffentlichten Skandal um Bo Xilai, bei dem es um die Ermordung des britischen Geschäftsmannes Neil Heywood durch Bos Ehefrau ging, nannte Gutmann einen red herring, also ein Täuschungsmanöver, um von noch weitaus größeren Verbrechen abzulenken.

## Körperwelten
Im selben Jahr erregte Gutmann öffentliche Aufmerksamkeit, als er zusammen mit Praktizierenden der Meditationsschule Falun Gong forderte, dass an Gunther von Hagens’ plastinierten Ausstellungsstücken seiner Körperwelten DNS-Tests durchgeführt werden sollten, da der Verdacht bestünde, dass dafür unter anderem Gewissensgefangene aus China verwendet worden sein könnten.

## Buch „The Slaughter: Massenmorde, Organraub und Chinas geheime Lösung für sein Dissidentenproblem“
Am 12. August 2014 veröffentlichte Ethan Gutmann sein zweites Buch „The Slaughter“ (deutsch etwa Das Gemetzel), das den bereits im Untersuchungsbericht „Bloody Harvest“ (deutsch Blutige Ernte) des ehemaligen kanadischen Staatssekretärs und Staatsanwaltes David Kilgour PC und des Immigrationsanwaltes David Matas beschriebenen, staatlich organisierten Organraub an Falun-Gong-Praktizierenden in China nochmals genauer unter die Lupe nimmt. Das Buch ist die Insidergeschichte über Chinas Organhandel und deren makabre Verbindung mit Internierungslagern und Hinrichtungsstätten für verhaftete Dissidenten, insbesondere für Anhänger von Falun Gong.
Gutmanns neues Buch entstand innerhalb eines Zeitraums von sieben Jahren. Es basiert auf über 100 Interviews mit ehemaligen hochrangigen Staatssicherheitsagenten, Personal von Zwangsarbeitslagern, ehemaligen Gewissensgefangenen chinesischer Arbeitslager und Gefängnisse und chinesischen Ärzten, die Gefangene auf dem Operationstisch getötet beziehungsweise Erfahrungen mit Chinas Transplantationspraktiken hatten.
Gutmann beschreibt seine „Reise in den Dissidenten-Archipel aus Falun Gong, Tibetern, Uiguren und Hauschristen als die Aufdeckung eines zeitlosen Dramas des Widerstandes, dem Entlocken von Eingeständnissen, unglaublichem Verrat und Momenten ekstatischer Erlösung“. Jay Nordlinger, Chefredakteur der National Review, nannte das Buch „die nächste Atombombe“.
Aufgrund seiner Untersuchungen folgerte Gutmann, dass von 2000 bis 2008 insgesamt 65.000 Falun-Gong-Praktizierende für ihre Organe getötet wurden und in dieser Zeit zwischen 450.000 und einer Million Falun-Gong-Praktizierende inhaftiert waren.
In einem Interview mit dem Toronto Star im Oktober 2014 schränkte Gutmann den zeitlichen Rahmen nicht mehr auf den Zeitraum 2000–2008 ein und merkte an, dass „die Zahl der Opfer sich 100.000 annähere“.

## Kontroverse bei der Taipei-Bürgermeisterwahl 2014
Während der Bürgermeisterwahl für Taipei im Jahr 2014 gab es eine Kontroverse wegen Aussagen über den Bürgermeisterkandidaten Ko Wen-je in Gutmanns Buch „The Slaughter“, das im selben Jahr erschienen war. Gutmann erklärte daraufhin, dass er nicht gesagt hätte, Ko wäre in den Organhandel involviert, und dass er vielleicht missinterpretiert worden sei. Am 27. November 2014 veröffentlichte Gutmann über seinen Rechtsanwalt Clive Ansley eine anwaltliche Stellungnahme mit der Erklärung, dass „kein englischsprachiger Leser bis heute auch nur für einen Moment verstanden hätte, dass Dr. Ko als Organhändler tätig gewesen sei“ und „Herr Gutmann glaubt – und wir denken, sein Buch belegt das auch –, dass Dr. Ko ehrenhaft gehandelt habe“.
Am 29. November 2014 gewann Dr. Ko die Wahl. Eine komplette Erklärung inklusive der aktuellen E-Mail-Korrespondenz, in der Dr. Ko die Geschichte zur Veröffentlichung freigab, wurde von Gutmann im Dezember 2014 bereitgestellt.

## Kilgour-Matas-Gutmann-Untersuchungsbericht
Am 22. Juni 2016 veröffentlichte Ethan Gutmann zusammen mit David Kilgour und David Matas den gemeinsam erstellten Untersuchungsbericht „Bloody Harvest / The Slaughter — An Update “. Der 680 Seiten umfassende Bericht stellt eine forensische Analyse aus über 2300 chinesischen Dokumenten und Webseiteninformationen dar und kommt zu dem Ergebnis, dass die wirkliche Anzahl der Organtransplantationen in China von der chinesischen Regierung geheim gehalten wird (der Bericht geht von jährlich 60.000 bis 100.000 Organtransplantationen aus), dass die Organe für die ermittelte hohe Anzahl an Organtransplantationen von getöteten unschuldigen Uiguren, Tibetern, Hauschristen und hauptsächlich Falun-Gong-Praktizierenden stammen und dass Organraub in China ein Verbrechen darstellt, in das die Kommunistische Partei, staatliche Institutionen, das Gesundheitssystem, Krankenhäuser und Transplantationsmediziner verwickelt sind.

## Auszeichnungen und Ehrungen
Ethan Gutmann
- wurde in der New York Sun unter Bücher des Jahres gelistet,[47]
- wurde im Februar 2017 für den Friedensnobelpreis 2017 nominiert.[48]

## Vorträge und Aussagen Gutmanns bei Anhörungen
- China’s Policies Toward Spiritual Movements, Congressional-Executive Commission on China, 18. Juni 2010.[9]
- Organ Harvesting of Religious and Political Dissidents by the Chinese Communist Party, United States House Committee on Foreign Affairs, 12. September 2012.[10]
- Anhörungen im Britischen Parlament, 29. April 2013[49] 24. Juni 2013[50] und 28. Juni 2016.[51]
- The Anatomy of Mass Murder, Congressional-Executive Commission on China, September 2015.[52]
- Anhörung im Ausschuss für Auswärtige Angelegenheiten des US-Repräsentantenhauses, 22. Juni 2016.[53]

## Publikationen (Auswahl)

### Bücher
- Losing the New China: A Story of American Commerce, Desire, and Betrayal. Encounter Books, 2004, ISBN 978-1-893554-83-2.
- The Slaughter: Massenmorde, Organraub und Chinas geheime Lösung für sein Dissidentenproblem. GoodSpirit Verlag, 2015, ISBN 978-3-86239-105-9.

### Artikel
- China’s Gruesome Organ Harvest: The whole world isn’t watching. Why not?, The Weekly Standard, 24. November 2008, abgerufen am 11. Juni 2016.
- An Occurrence on Fuyou Street, National Review, 20. Juli 2009, david-kilgour.com, abgerufen am 11. Juni 2016.
- The China Conundrum, The Jewish Policy Center, inFocus Quarterly, Winter 2010, abgerufen am 11. Juni 2016.
- Hacker Nation: China’s Cyber Assault, World Affairs Journal, Mai/Juni 2010, abgerufen am 11. Juni 2016.
- Into Thin Airwaves, The Weekly Standard, 6. Dezember 2010, abgerufen am 11. Juni 2016.
- The Xinjiang Procedure, The Weekly Standard, 5. Dezember 2011, abgerufen am 11. Juni 2016.
- Bitter Harvest: China’s ‚Organ Donation‘ Nightmare, World Affairs Journal, Juli/August 2012, abgerufen am 11. Juni 2016.
- Bodies at an Exhibition, The Weekly Standard, 29. Juli 2013, abgerufen am 28. Juli 2016.

### Dokumentationen
Gutmann erschien in
- Transmission 6–10, 2009.[54]
- Red Reign: The Bloody Harvest of China’s Prisoners, 2013.[55]
- Free China: The Courage to Believe. Dokumentarfilm, 2012.[56][57][58]
- Hard To Believe[59][60][61][62]